# Orintia
Orintia is een geslacht van rechtvleugeligen uit de familie krekels (Gryllidae). De wetenschappelijke naam van dit geslacht is voor het eerst geldig gepubliceerd in 1986 door Gorochov.

## Soorten
Het geslacht Orintia  is monotypisch en omvat slechts de volgende soort:
- Orintia incrustata (Gorochov, 1986)